# Tata Indigo
Tata Indigo — переднеприводной легковой автомобиль сегмента B , индийской автомобилестроительной компании Tata Motors. Indigo выпускается в версии четырёхдверного пятиместного седана с 2002 г. В 2006 г. автомобиль был подвергнут рестайлингу и получил имя Indigo Manza, в тот же год вышел пяти дверный универсал Indigo Marina. В 2007 г. была представлена топовая версия Indigo GSX с расширенным списком систем оснащения.
Над созданием дизайна автомобиля трудились мастера из итальянской студии I.DE.A Institute. Технически же Indigo базируется на платформе Tata Indica.

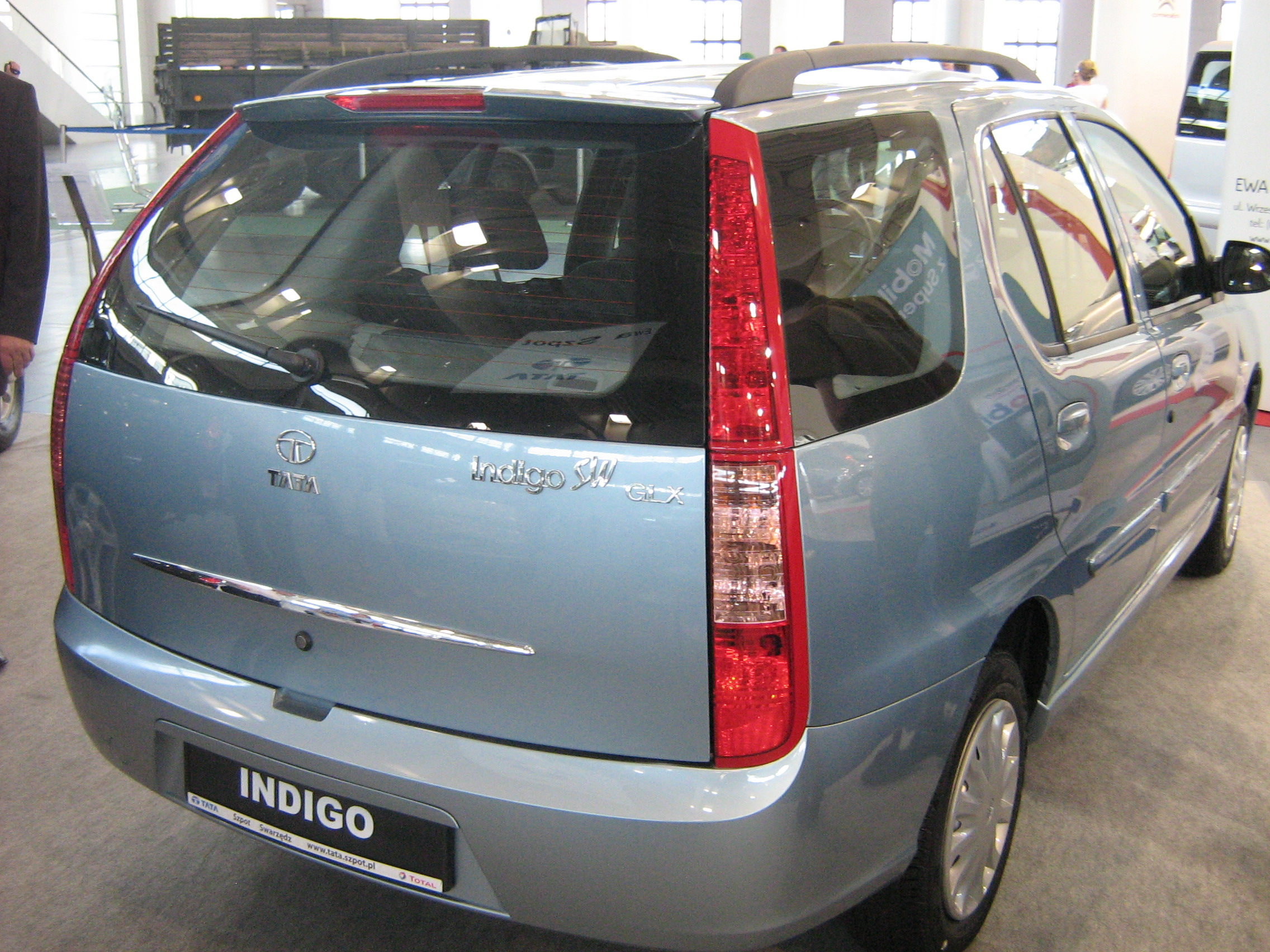
Tata Indigo Marina SW
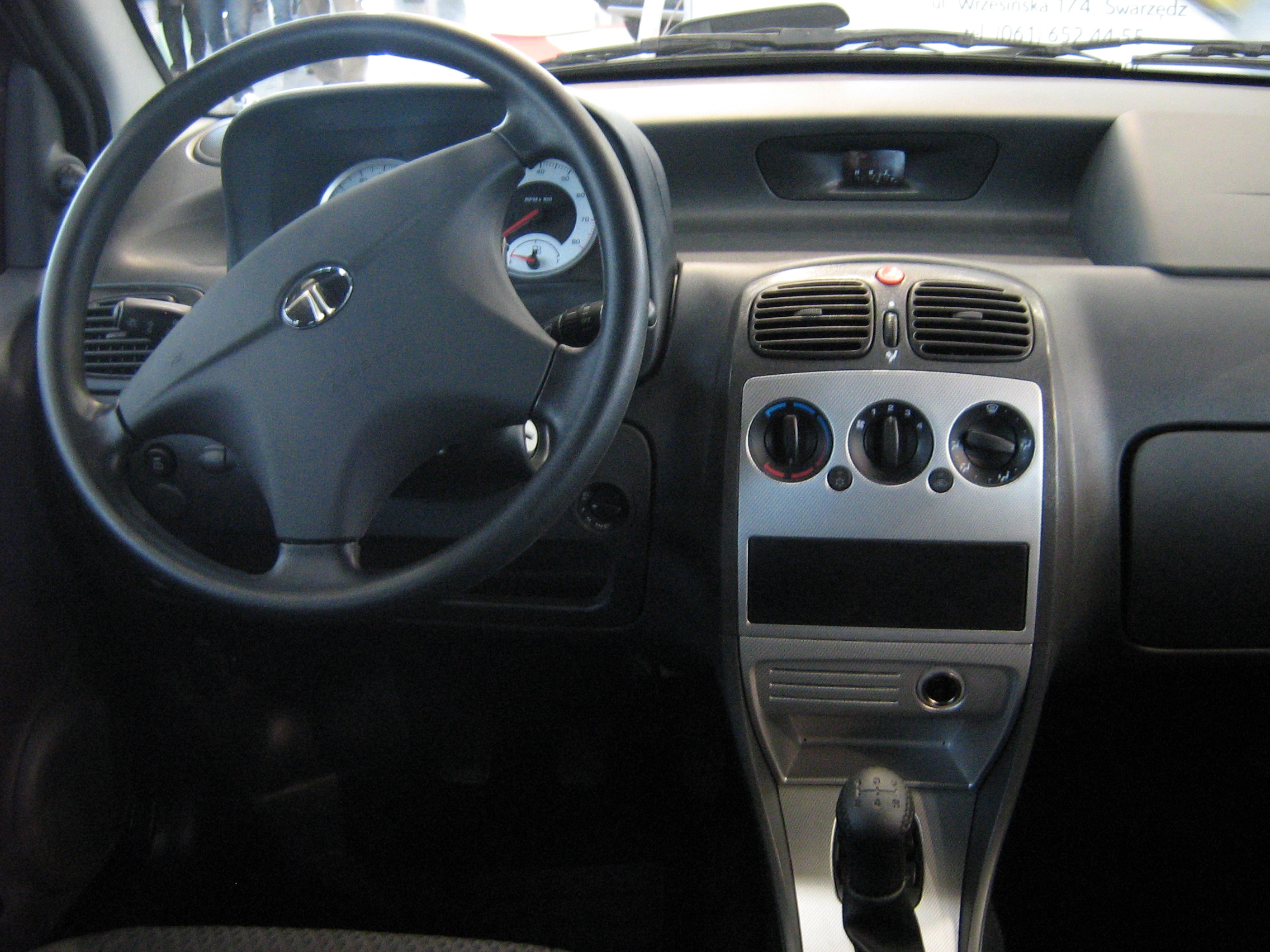
Интерьер Tata Indica
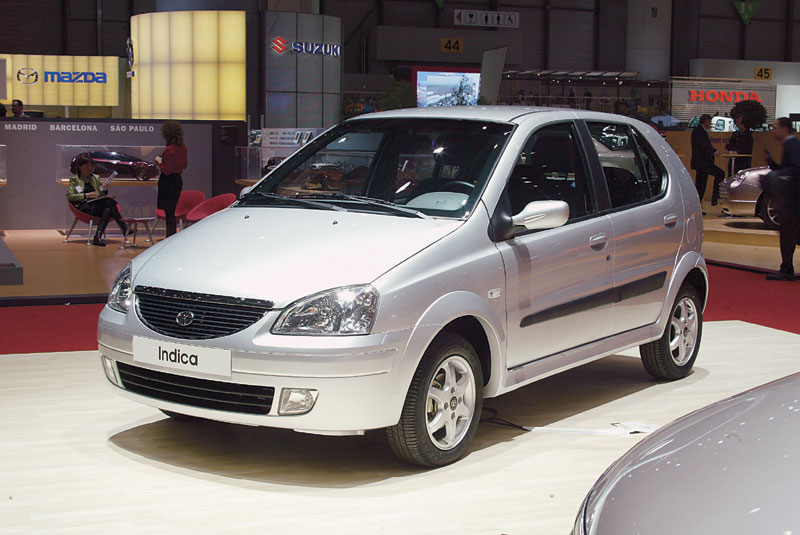
Tata Indica

## Конкуренты
Dacia Logan, Lada Kalina, Hyundai Accent, Chevrolet Aveo, Renault Symbol